# Fintar o Destino
Fintar o Destino é um filme de longa-metragem de ficção luso-cabo-verdiano, sobre futebol, realizada por Fernando Vendrell no ano de 1997.
O filme filmado-se na cidade do Mindelo na ilha de São Vicente de Cabo Verde.